# Tetraloniella nigricans
Tetraloniella nigricans är en biart som först beskrevs av Cockerell 1932.  Tetraloniella nigricans ingår i släktet Tetraloniella och familjen långtungebin. Inga underarter finns listade i Catalogue of Life.